# Rodolfo Pallucchini
Rodolfo Pallucchini (Milà, 10 novembre 1908 – Venècia, 8 d'abril 1989) fou un historiador de l'art i acadèmic italià.

## Biografia
Rodolfo Pallucchini va néixer a Milà. El 1925, el seu pare, un enginyer civil, va ser traslladat a Venècia. El 1931, va obtenir el Laurea de lletres a la Universitat de Pàdua, presentant una tesi sobre Giovanni Battista Piazzetta i la seva escola.
El 1935, va ser nomenat inspector d'Antiguitats i Belles Arts a la Galleria Estense de Mòdena, de la qual esdevingué director el 1939.
El 1937, va ser nomenat professor d'història de l'art medieval i modern. El 1939, va ser traslladat a l'administració de les galeries de Venècia, on va ocupar la direcció de Belles Arts de la comuna fins al 1950. Va organitzar exposicions d'art antic com la dedicada a Paolo Veronese (ca'Giustinian, 1939), els gravadors venecians de Settecento (1941), les obres mestres dels museus venecians (correr Museum, 1946), Giovanni Bellini (1949), i el dels "cinc segles de pintura veneciana" (correr Museum, 1945), organitzat en col·laboració amb Roberto Longhi.
El 1947 va fundar i editar la revista Arte Veneta. El mateix any, va ser nomenat Secretari general de la Biennal de Venècia, que va organitzar del 1948 al 1954.
El 1950, esdevingué titular de la Càtedra d'Història medieval i moderna a la Universitat de Bolonya i va obtener la Càtedra d'Història de l'Art Modern a la Universitat de Pavia el novembre de 1956.
Del 1958 al 1973, va presidir el Consell Científic del Centro Internazionale di Studi di Architettura Andrea Palladio (CISA Palladio), de la qual va fundar i dirigir el Bollettino. El 1972, va ser nomenat director de l'Istituto di Storia dell'Arte de la Fondazione Giorgio Cini de Venècia.
El 1979, va deixar l'ensenyament de la Universitat de Pàdua i es va dedicar principalment a la Història de l'art.

## Obres principals
- La pittura veneziana del Cinquecento (in 2 volumi, 1944)
- La giovinezza del Tintoretto (1950)
- Piazzetta (1956)
- Giovanni Bellini (1959)
- La pittura veneziana del 700 (1960)
- La pittura veneziana del 600 (1981)